# Завьяловский район (Удмуртия)
Завьяловский район (удм. Дэри ёрос) — административно-территориальная единица в Удмуртской Республике Российской Федерации.
Административный центр — село Завьялово. В границах района в рамках организации местного самоуправления функционирует муниципальный округ Завьяловский район (с 2005 до 2021 года — муниципальный район).

## Физико-географические сведения
Район расположен в центральной части республики и граничит с Якшур-Бодьинским районом на севере, Воткинским на северо-востоке, Пермским краем на востоке, Сарапульским районом на юго-востоке, Малопургинским на юге и Увинским на западе. Север района располагается в Центрально-Удмуртской низменности, юго-восток — на Сарапульской возвышенности, а юго-запад — на Можгинской возвышенности. Крупнейшие реки района — Кама и её правый приток Иж.
Лесистость района 37,4 %, при средней по Удмуртии — 46,8 %.

## История
Завьяловский район был образован 1 июня 1937 года примерно из половины Ижевского в ходе административно-территориальной реформы по разукрупнению существующих районов. Первоначально в состав района входило 11 сельсоветов: Докшинский, Завьяловский, Ильинский, Новомартьяновский, Новочультемский, Пазелинский, Раскольниковский (Гольянский), Старокентский, Чемошурский, Ягульский и Якшурский.
В 1939 году в состав района вошли Бахиловский, Козмодемьянский и Никольско-Бурановский сельсоветы, а Пазелинский и Ягульский сельсоветы переданы в Ижевский район, после чего вплоть до 1963 года существенных территориальных преобразований района не происходило. По состоянию на 1959 год, район включал Бабинский, Гольяновский, Завьяловский, Казмасский, Старокентский, Чемошурский и Якшурский сельсоветы.
1 февраля 1963 года район упраздняется, а вся его территория входит в Ижевский сельскохозяйственный район. Но уже 12 января 1965 года последний разукрупняется, его административный центр переносится в Завьялово, а район переименовывается в Завьяловский.
По состоянию на 1965 год, включал Бабинский, Гольянский, Завьяловский, Казмасский, Люкский, Подшиваловский, Среднепостольский, Старокентский, Чемошурский, Шабердинский, Юськинский, Ягульский и Якшурский сельсоветы. В 1966 году часть пригородных населённых пунктов переходит в подчинение Горсовету Ижевска, происходит преобразование Чемошурского сельсовета в Первомайский. В 1970 году Старокентский сельсовет преобразовывается в Каменский. В 1979 году образуется новый Пироговский сельсовет, в 1987 году — Италмасовский, в 1988 году — Хохряковский, а в 1991 году Вараксинский и Октябрьский сельсоветы.
Законом Удмуртской Республики от 8 июня 2021 года муниципальный район и входившие в его состав сельские поселения были упразднены и преобразованы путём их объединения в муниципальный округ Завьяловский район.

## Население
| 1959    | 1970    | 1979    | 1989    | 2002    | 2009    | 2010    | 2011    | 2012    |
| ------- | ------- | ------- | ------- | ------- | ------- | ------- | ------- | ------- |
| 20 955  | ↗48 474 | ↗49 187 | ↗53 388 | ↗59 145 | ↗63 411 | ↗66 000 | ↗66 088 | ↗66 582 |
| 2013    | 2014    | 2015    | 2016    | 2017    | 2018    | 2019    | 2020    | 2021    |
| ↗67 340 | ↘67 204 | ↗68 851 | ↗72 011 | ↗74 680 | ↗75 902 | ↗77 525 | ↗79 470 | ↗79 930 |
| 2024    |         |         |         |         |         |         |         |         |
| ↗83 460 |         |         |         |         |         |         |         |         |

Район занимает 1-е место по численности населения и 1-е место по плотности среди муниципальных районов Удмуртии.
Демография
В 2011 году рождаемость составила 15,2 ‰, смертность — 11,2 ‰, естественный прирост населения — 4,0 ‰, при среднем по Удмуртии — 1,0 ‰. Также население района увеличилось за счёт миграционного прироста (разницы между числом выбывших и прибывших на территорию района), в 2011 году миграционный прирост населения составил 223 человека.

### Национальный состав
По результатам переписи 2002 года, среди населения района удмурты составляли 50,7 %, русские — 43,9 %, татары — 3,2 %.
По результатам переписи 2010 года, среди населения района русские составляли 51 %, удмурты — 42 %, татары — 4 %.
По результатам переписи 2020 года (из числа указавших национальность), среди населения района русские составляли 65,1 %, удмурты — 28,8 %, татары — 3,7 %.

## Административно-муниципальное устройство
В Завьяловский район как административно-территориальную единицу входят 19 сельсоветов. Сельсоветы (сельские администрации) одноимённы образованным в их границах сельским поселениям.
В Завьяловский муниципальный район в период его существования с 2005 до 2021 года входили 19 сельских поселений:
| №  | Сельское поселение | Административный центр | Количество населённых пунктов | Население | Площадь, км2 |
| -- | ------------------ | ---------------------- | ----------------------------- | --------- | ------------ |
| 1  | Бабинское          | село Бабино            | 15                            | ↘2678     | 241,05       |
| 2  | Вараксинское       | село Вараксино         | 3                             | ↗2830     | 6,12         |
| 3  | Гольянское         | село Гольяны           | 7                             | ↘1962     | 203,38       |
| 4  | Завьяловское       | село Завьялово         | 10                            | ↗13 955   | 127,30       |
| 5  | Италмасовское      | село Италмас           | 5                             | ↘3017     | 44,84        |
| 6  | Казмасское         | деревня Новая Казмаска | 6                             | ↘1622     | 126,32       |
| 7  | Каменское          | деревня Каменное       | 10                            | ↗4350     | 91,08        |
| 8  | Кияикское          | село Кияик             | 4                             | ↘3059     | 151,09       |
| 9  | Люкское            | село Люк               | 3                             | ↘1560     | 145,63       |
| 10 | Октябрьское        | село Октябрьский       | 3                             | ↗7354     | 6,39         |
| 11 | Первомайское       | село Первомайский      | 3                             | ↘5031     | 34,53        |
| 12 | Пироговское        | деревня Пирогово       | 4                             | ↗5673     | 43,70        |
| 13 | Подшиваловское     | деревня Подшивалово    | 13                            | ↗2816     | 196,88       |
| 14 | Совхозное          | село Совхозный         | 7                             | ↗4347     | 111,98       |
| 15 | Среднепостольское  | деревня Средний Постол | 8                             | ↘2975     | 180,53       |
| 16 | Хохряковское       | деревня Хохряки        | 2                             | ↗6299     | 12,79        |
| 17 | Шабердинское       | деревня Шабердино      | 9                             | ↘2326     | 225,81       |
| 18 | Ягульское          | село Ягул              | 7                             | ↗7822     | 211,70       |
| 19 | Якшурское          | деревня Якшур          | 7                             | ↗2305     | 42,15        |

## Населённые пункты
В Завьяловский район входят 126 населённых пунктов.
| №   | Населённый пункт                        | Тип     | Население | Упразднённое сельское поселение |
| --- | --------------------------------------- | ------- | --------- | ------------------------------- |
| 1   | Азино                                   | село    | ↗1804     | Кияикское                       |
| 2   | Бабино                                  | село    | ↘1514     | Бабинское                       |
| 3   | Байкузино                               | деревня | ↘100      | Бабинское                       |
| 4   | Банное                                  | деревня | ↗303      | Италмасовское                   |
| 5   | Бахилы                                  | деревня | ↗2        | Бабинское                       |
| 6   | Бахтияры                                | деревня | ↗89       | Якшурское                       |
| 7   | Башур                                   | деревня | ↗125      | Завьяловское                    |
| 8   | Берёзка                                 | деревня | ↗80       | Завьяловское                    |
| 9   | Болтачево                               | деревня | ↗1        | Каменское                       |
| 10  | Большая Венья                           | деревня | ↗741      | Совхозное                       |
| 11  | Большая Докья                           | деревня | ↘3        | Бабинское                       |
| 12  | Большой Кияик                           | деревня | ↗384      | Кияикское                       |
| 13  | Вараксино                               | село    | ↘2589     | Вараксинское                    |
| 14  | Верхний Женвай                          | деревня | ↘268      | Среднепостольское               |
| 15  | Верхний Люк                             | деревня | ↗5        | Люкское                         |
| 16  | Верхняя Лудзя                           | деревня | ↘335      | Подшиваловское                  |
| 17  | Вожой                                   | деревня | ↗135      | Якшурское                       |
| 18  | Вожойский                               | починок | →114      | Италмасовское                   |
| 19  | Вознесенский                            | починок | ↘13       | Шабердинское                    |
| 20  | Второй Ижевский лесопункт               | деревня | ↗2        | Каменское                       |
| 21  | Гольяны                                 | село    | ↗1179     | Гольянское                      |
| 22  | Динтем-Бодья                            | деревня | ↗233      | Каменское                       |
| 23  | Докша                                   | деревня | ↘320      | Гольянское                      |
| 24  | Дома 45 км                              | починок | ↘17       | Октябрьское                     |
| 25  | Дуброво                                 | деревня | ↗56       | Гольянское                      |
| 26  | Жеребенки                               | деревня | ↘21       | Бабинское                       |
| 27  | Забегалово                              | деревня | ↗88       | Гольянское                      |
| 28  | Завьялово                               | село    | ↗11 066   | Завьяловское                    |
| 29  | Истомино                                | деревня | ↘161      | Вараксинское                    |
| 30  | Италмас                                 | село    | ↗2551     | Италмасовское                   |
| 31  | Кабаниха                                | деревня | ↗7        | Завьяловское                    |
| 32  | Каменное                                | деревня | ↗1522     | Каменское                       |
| 33  | Каравай-Норья                           | деревня | ↗41       | Совхозное                       |
| 34  | Кашабеги                                | деревня | ↗10       | Завьяловское                    |
| 35  | Кетул                                   | деревня | ↘75       | Бабинское                       |
| 36  | Кияик                                   | село    | ↗1062     | Кияикское                       |
| 37  | Козлово                                 | деревня | ↘50       | Подшиваловское                  |
| 38  | Колюшево                                | деревня | ↗69       | Гольянское                      |
| 39  | Коньки                                  | деревня | ↘50       | Бабинское                       |
| 40  | Красный Кустарь                         | деревня | ↗54       | Завьяловское                    |
| 41  | Крестовоздвиженское                     | деревня | ↗57       | Ягульское                       |
| 42  | Кузили                                  | деревня | ↗9        | Подшиваловское                  |
| 43  | Курегово                                | деревня | ↘64       | Подшиваловское                  |
| 44  | Ленино                                  | деревня | ↘85       | Подшиваловское                  |
| 45  | Лудзя-Норья                             | деревня | ↘52       | Подшиваловское                  |
| 46  | Лудорвай                                | деревня | ↗1158     | Пироговское                     |
| 47  | Люк                                     | село    | ↗1176     | Люкское                         |
| 48  | Люкшудья                                | деревня | ↗15       | Шабердинское                    |
| 49  | Люкшудья                                | село    | ↗912      | Шабердинское                    |
| 50  | Майский                                 | починок | ↗28       | Шабердинское                    |
| 51  | Макарово                                | деревня | ↘128      | Гольянское                      |
| 52  | Малая Венья                             | деревня | ↗269      | Совхозное                       |
| 53  | Малиново                                | деревня | ↘163      | Вараксинское                    |
| 54  | Мещеряки                                | деревня | ↘393      | Каменское                       |
| 55  | Мирный                                  | починок | ↘145      | Ягульское                       |
| 56  | Михайловский                            | починок | ↗14       | Шабердинское                    |
| 57  | Можвай                                  | деревня | →15       | Подшиваловское                  |
| 58  | Можвай                                  | починок | ↘47       | Подшиваловское                  |
| 59  | Непременная Лудзя                       | деревня | ↗392      | Совхозное                       |
| 60  | Нижний Вожой                            | деревня | ↗34       | Первомайское                    |
| 61  | Никольское                              | деревня | →0        | Бабинское                       |
| 62  | Новая Казмаска                          | деревня | ↘1319     | Казмасское                      |
| 63  | Новая Крестьянка                        | деревня | ↘8        | Пироговское                     |
| 64  | Новое Мартьяново                        | деревня | ↗35       | Завьяловское                    |
| 65  | Новокварсинское                         | деревня | ↘185      | Италмасовское                   |
| 66  | Новомихайловский                        | починок | →71       | Ягульское                       |
| 67  | Новые Марасаны                          | деревня | ↗72       | Якшурское                       |
| 68  | Новый Сентег                            | деревня | ↗290      | Люкское                         |
| 69  | Новый Урал                              | деревня | ↗9        | Каменское                       |
| 70  | Новый Чультем                           | деревня | ↗114      | Каменское                       |
| 71  | Ожмос-Пурга                             | деревня | ↗261      | Бабинское                       |
| 72  | Октябрьский                             | село    | ↗7021     | Октябрьское                     |
| 73  | Орешники                                | починок | ↘25       | Казмасское                      |
| 74  | Пальники                                | деревня | ↘438      | Бабинское                       |
| 75  | Первомайский                            | село    | ↗4450     | Первомайское                    |
| 76  | Пестовка                                | деревня | ↗13       | Шабердинское                    |
| 77  | Петухи                                  | деревня | ↗85       | Казмасское                      |
| 78  | Пивоварово                              | деревня | ↗10       | Среднепостольское               |
| 79  | Пиканы                                  | деревня | ↘37       | Бабинское                       |
| 80  | Пирогово                                | деревня | ↘3052     | Пироговское                     |
| 81  | Поваренки                               | деревня | ↗49       | Гольянское                      |
| 82  | Подлесный                               | починок | ↗1        | Якшурское                       |
| 83  | Подшивалово                             | деревня | ↘1553     | Подшиваловское                  |
| 84  | Позимь                                  | деревня | ↗696      | Первомайское                    |
| 85  | Пойвай                                  | деревня | →48       | Среднепостольское               |
| 86  | Постол                                  | деревня | ↗621      | Среднепостольское               |
| 87  | Постол                                  | село    | ↗1419     | Среднепостольское               |
| 88  | Пычанки                                 | деревня | ↗682      | Завьяловское                    |
| 89  | Разъезд 13 узкоколейной железной дороги | починок | →16       | Хохряковское                    |
| 90  | Русские Бисарки                         | деревня | →0        | Бабинское                       |
| 91  | Русский Вожой                           | деревня | ↗487      | Ягульское                       |
| 92  | Садаковский                             | починок | →3        | Подшиваловское                  |
| 93  | Сапарово                                | деревня | ↘293      | Бабинское                       |
| 94  | Семёново                                | деревня | ↗363      | Якшурское                       |
| 95  | Сентег                                  | деревня | ↗34       | Кияикское                       |
| 96  | Сепыч                                   | деревня | ↘271      | Подшиваловское                  |
| 97  | Сизево                                  | деревня | ↗241      | Каменское                       |
| 98  | Советско-Никольское                     | село    | ↘159      | Подшиваловское                  |
| 99  | Советско-Никольское лесничество         | починок | ↘4        | Подшиваловское                  |
| 100 | Совхозный                               | село    | ↗1136     | Совхозное                       |
| 101 | Сокол                                   | деревня | ↘383      | Ягульское                       |
| 102 | Средний Постол                          | деревня | ↘599      | Среднепостольское               |
| 103 | Старая Казмаска                         | деревня | ↘76       | Казмасское                      |
| 104 | Старое Мартьяново                       | деревня | ↗1371     | Завьяловское                    |
| 105 | Старое Михайловское                     | деревня | ↗204      | Ягульское                       |
| 106 | Старые Кены                             | деревня | ↗379      | Каменское                       |
| 107 | Старые Марасаны                         | деревня | →61       | Якшурское                       |
| 108 | Старые Тукмачи                          | деревня | ↗13       | Казмасское                      |
| 109 | Старый Бор                              | деревня | ↗113      | Совхозное                       |
| 110 | Старый Сентег                           | деревня | ↘125      | Шабердинское                    |
| 111 | Старый Чультем                          | деревня | ↘142      | Каменское                       |
| 112 | Тихий Ключ                              | деревня | ↗72       | Казмасское                      |
| 113 | Троицкое                                | деревня | ↘65       | Среднепостольское               |
| 114 | Ударник                                 | починок | ↘17       | Среднепостольское               |
| 115 | Успенский                               | починок | ↘17       | Италмасовское                   |
| 116 | Хохряки                                 | деревня | ↗6283     | Хохряковское                    |
| 117 | Чемошур                                 | деревня | ↗124      | Октябрьское                     |
| 118 | Чепаниха                                | деревня | ↘88       | Бабинское                       |
| 119 | Чужьялово                               | деревня | ↗57       | Шабердинское                    |
| 120 | Чукавинки                               | деревня | →0        | Бабинское                       |
| 121 | Шабердино                               | деревня | ↗988      | Шабердинское                    |
| 122 | Шудья                                   | деревня | ↗323      | Пироговское                     |
| 123 | Шурдымка                                | починок | ↗27       | Завьяловское                    |
| 124 | Юськи                                   | село    | ↗949      | Совхозное                       |
| 125 | Ягул                                    | село    | ↗4630     | Ягульское                       |
| 126 | Якшур                                   | деревня | ↗1250     | Якшурское                       |

Упразднённые населённые пункты
- 2004 год — деревня Ильинка[31]; населённые пункты Дома 17 км и Дома 31 км[32].

- 2013 год — починок Молодёжный[33].

## Местное самоуправление
Государственная власть в районе осуществляется на основании Устава, структуру органов местного самоуправления муниципального района составляют:
1. Совет депутатов муниципального образования — представительный орган местного самоуправления, в составе 30 депутатов, избирается каждые 5 лет.
2. Глава муниципального образования — высшее должностное лицо района, избирается депутатами Думы из своего состава. Должность Главы района занимает — Коняшин Андрей Владимирович.
3. Администрация муниципального образования — исполнительно-распорядительный орган муниципального района. Глава Администрации района назначается на должность Районной Думой по результатам конкурса. Должность Главы Администрации района занимает — Четкарёв Михаил Ильич.

Символика района
Официальными символами муниципального района являются герб и флаг, отражающие исторические, культурные, национальные и иные местные традиции и особенности.

## Социальная инфраструктура
Система образования района включает 25 школ, в том числе: 21 среднюю и школу-интернат для детей-сирот в селе Завьялово, спортивную школу (ДЮСШ), детскую школу искусств и 39 детских садов. Медицинскую помощь населению оказывают 5 больничных учреждений и 49 фельдшерско-акушерских пунктов. Также в районе действуют 35 сельских клубов и клубных учреждения, 34 библиотеки, профессиональные училища ПУ № 148 и ПУ № 149 (оба действуют при колониях) и психоневрологический интернат.

## Достопримечательности
В деревне Лудорвай расположен одноимённый архитектурно-этнографический музей-заповедник под открытым небом, воссоздающий удмуртские усадьбы конца XIX века. Во время праздников Масленицы, Рождества и других здесь проводятся народные гуляния в этническом стиле.
В селе Люк находится церковь Петра и Павла (1912 год), построенная в русско-византийском стиле. К другим примечательным церквям относятся Космо-Дамиановский храм в селе Бабино (1895 год), Покровская церковь в селе Юськи (1859 год), Спасо-Преображенская церковь в селе Ягул (1915 год).
В селе Италмас находится дом-музей олимпийской чемпионки Г. А. Кулаковой, а в селе Люк — музей, посвящённый учёному этнографу Д. К. Зеленину.
К объектам культуры федерального значения относится Постольское городище (или — «Кленовый мыс») (V—VIII века), находящееся в 4 км к северо-западу от села Постол.